# Nội các Iraq
Nội các Iraq (chính thức được gọi là Hội đồng Bộ trưởng) là nhánh hành pháp của chính phủ Iraq. Quốc hội Iraq sẽ bầu chọn một Tổng thống nước Cộng hòa, rồi vị này chỉ định Thủ tướng Chính phủ và lần lượt bổ nhiệm Hội đồng Bộ trưởng, tất cả đều phải được sự phê chuẩn của Quốc hội.

## Hội đồng Bộ trưởng hiện tại
Nội các hiện nay đã được sự phê chuẩn của Quốc hội vào ngày 21 tháng 12 năm 2010, sau cuộc tổng tuyển cử tháng 3 năm 2010. Tên của ba mươi lăm bộ trưởng đã được phê chuẩn, với các chức vụ khác được lấp đầy bởi các bộ trưởng tạm thời trong khi chờ sự thỏa thuận về các Bộ trưởng thường trực. 
| Bộ trưởng                                           | Tên gọi                                                                 | Liên minh                                       | Đảng phái                        | Nhậm chức                                                  |
| --------------------------------------------------- | ----------------------------------------------------------------------- | ----------------------------------------------- | -------------------------------- | ---------------------------------------------------------- |
| Thủ tướng                                           | Nouri al-Maliki                                                         | Liên hiệp Luật pháp Quốc gia                    | Đảng Hồi giáo Dawa               | 21-12-2010                                                 |
| Phó Thủ tướng về Năng lượng                         | Hussain al-Shahristani                                                  | Liên hiệp Luật pháp Quốc gia                    | Độc lập                          | 21-12-2010                                                 |
| Phó Thủ tướng                                       | Saleh al-Mutlaq                                                         | Iraqiyya                                        | Mặt trận Đối thoại Dân tộc Iraq  | 21-12-2010                                                 |
| Phó Thủ tướng                                       | Rowsch Nuri Shaways                                                     | Danh sách Kurdistan                             | Danh sách Dân chủ Kurdistan      | 21-12-2010                                                 |
| Bộ trưởng Bộ Quốc phòng                             | (tạm quyền) Nouri al-Maliki Saadoun al-Dulaimi                          | Liên hiệp Luật Quốc gia Liên minh Đoàn kết Iraq | Đảng Hồi giáo Dawa               | 21-12-2010 17-08-2011                                      |
| Bộ trưởng Bộ Tài chính                              | Rafi al-Issawi                                                          | Iraqiyya                                        | Tập hợp Tương lai Quốc gia       | 21-12-2010                                                 |
| Bộ trưởng Bộ Ngoại giao                             | Hoshyar Zebari                                                          | Danh sách Kurdistan                             | Danh sách Dân chủ Kurdistan      | 21-12-2010                                                 |
| Bộ trưởng Bộ Nội vụ                                 | (tạm quyền) Nouri al-Maliki                                             | Liên hiệp Luật pháp Quốc gia                    | Đảng Hồi giáo Dawa               | 21-12-2010                                                 |
| Bộ trưởng Bộ Dầu mỏ                                 | Abdul Karim Luaibi                                                      | Liên hiệp Luật pháp Quốc gia                    | Độc lập                          | 21-12-2010                                                 |
| Bộ trưởng Bộ Nông nghiệp                            | Izz al-Din al-Dawla                                                     | Iraqiyya                                        | al-Hadba                         | 21-12-2010                                                 |
| Bộ trưởng Bộ Truyền thông                           | Mohammed Tawfiq Allawi                                                  | Iraqiyya                                        | Hòa ước Quốc gia Iraq            | 21-12-2010                                                 |
| Bộ trưởng Bộ Xây dựng & Nhà ở                       | Muhammad al-Darraji                                                     | Liên minh Quốc gia Iraq                         | Phong trào Sadrist               | 21-12-2010                                                 |
| Bộ trưởng Bộ Văn hóa                                | Saadoun al-Dulaimi                                                      | Liên minh Đoàn kết Iraq                         | Độc lập                          | 21-12-2010                                                 |
| Bộ trưởng Bộ Di cư                                  | Dindar Najman                                                           | Liên đoàn Hồi giáo Kurdistan                    |                                  | 21-12-2010                                                 |
| Bộ trưởng Bộ Giáo dục                               | Mohammed Tamim                                                          | Iraqiyya                                        | Mặt trận Đối thoại Dân tộc Iraq  | 21-12-2010                                                 |
| Bộ trưởng Bộ Điện lực                               | (tạm quyền) Hussain al-Shahristani Raad Shallal al-Ani Abdulkarim Aftan | Liên hiệp Luật pháp Quốc gia Iraqiyya           | Độc lập al-Hal                   | 21-12-2010 - 13-02-2011 13-02-2011 - 08-08-2011 12-12-2011 |
| Bộ trưởng Bộ Môi trường                             | Sargon Lazon Sliwah                                                     | Danh sách Rafidain Quốc gia                     | Phong trào Dân chủ Assyria       | 21-12-2010                                                 |
| Bộ trưởng Bộ Y tế                                   | Tiến sĩ Majeed Hamad Ameen                                              | ?                                               | ?                                | ?                                                          |
| Bộ trưởng Bộ Môi trường                             | Sargon Lazon Sliwah                                                     | Danh sách Rafidain Quốc gia                     | Phong trào Dân chủ Assyria       | 21-12-2010                                                 |
| Bộ trưởng Bộ Giáo dục Đại học & Nghiên cứu khoa học | Ali al-Adeeb                                                            | Liên hiệp Luật pháp Quốc gia                    | Đảng Hồi giáo Dawa               | 21-12-2010                                                 |
| Bộ trưởng Bộ Nhân quyền                             | Muhammad Shiya al-Sudani                                                | Liên hiệp Luật pháp Quốc gia                    | Đảng Hồi giáo Dawa               | 21-12-2010                                                 |
| Bộ trưởng Bộ Công nghiệp & Khoáng sản               | Ahmad Nassar Dali al-Karbouli                                           | Iraqiyya                                        | Danh sách Đổi mới                | 21-12-2010                                                 |
| Bộ trưởng Bộ Tư pháp                                | Hasan al-Shammari                                                       | Liên minh Quốc gia Iraq                         | Đảng Đức hạnh Hồi giáo           | 21-12-2010                                                 |
| Bộ trưởng Bộ Lao động & Xã hội                      | Nassar al-Rubayie                                                       | Liên minh Quốc gia Iraq                         | Phong trào Sadrist               | 21-12-2010                                                 |
| Bộ trưởng Bộ các Thành phố tự trị & Công chính      | (tạm quyền) Dindar Najman                                               | Liên đoàn Hồi giáo Kurdistan                    |                                  | 21-12-2010                                                 |
| Bộ trưởng Bộ Khoa học & Công nghệ                   | Abd al-Karim al-Samarrai                                                | Iraqiyya                                        | Danh sách Đổi mới                | 21-12-2010                                                 |
| Bộ trưởng Bộ Thương mại                             | (tạm quyền) Rowsch Nuri Shaways Khairalla Hasan Babiker                 | Danh sách Kurdistan                             | Đảng Dân chủ Kurdistan           | 21-12-2010                                                 |
| Bộ trưởng Bộ Giao thông vận tải                     | Hadi Al-Amiri                                                           | Liên minh Quốc gia Iraq                         | Tổ chức Badr                     | 21-12-2010                                                 |
| Bộ trưởng Bộ Du lịch & Di tích                      | Liwaa Semeism                                                           | Liên minh Quốc gia Iraq                         | Phong trào Sadrist               | 21-12-2010                                                 |
| Bộ trưởng Bộ Tài nguyên nước                        | Mohaned al-Saadi                                                        | Liên minh Quốc gia Iraq                         | Phong trào Sadrist               | 21-12-2010                                                 |
| Bộ trưởng Bộ các vấn đề Phụ nữ                      | (tạm quyền) Hoshyar Zebari                                              | Danh sách Kurdistan                             | Đảng Dân chủ Kurdistan           | 21-12-2010                                                 |
| Bộ trưởng Bộ Công trình & Kế hoạch                  | (tạm quyền) Nassar al-Rubayie                                           | Liên minh Quốc gia Iraq                         | Phong trào Sadrist               | 21-12-2010                                                 |
| Bộ trưởng Bộ Thanh niên & Thể thao                  | Jasim Mohammed Jaafar                                                   | Liên hiệp Luật pháp Quốc gia                    | Liên đoàn Hồi giáo Turkoman Iraq | 21-12-2010                                                 |
| Bộ trưởng Bộ Nhà nước và phát ngôn viên Chính phủ   | Ali al-Dabbagh                                                          | Liên hiệp Luật pháp Quốc gia                    | Tập hợp Kafaat Độc lập Iraq      | 21-12-2010                                                 |
| Bộ trưởng Bộ Nhà nước về các vấn đề của Quốc hội    | Safa al-Safi                                                            | Liên hiệp Luật pháp Quốc gia                    | Độc lập                          | 21-12-2010                                                 |
| Bộ trưởng Bộ Nhà nước                               | Abd al-Mahdi al-Mutayri                                                 | Liên minh Quốc gia Iraq                         | Phong trào Sadrist               | 21-12-2010                                                 |
| Bộ trưởng Bộ Nhà nước                               | Bushra Husseing Saleh                                                   | Liên minh Quốc gia Iraq                         | Đảng Đức hạnh Hồi giáo           | 21-12-2010                                                 |
| Bộ trưởng Bộ Nhà nước                               | Hassan Radia al-Sari                                                    | Liên minh Quốc gia Iraq                         | Phong trào Hezbollah ở Iraq      | 21-12-2010                                                 |
| Bộ trưởng Bộ Nhà nước                               | Yassin Mohammed Ahmed                                                   | Liên minh Quốc gia Iraq                         | Hội đồng Tối cao Hồi giáo Iraq   | 21-12-2010                                                 |
| Bộ trưởng Bộ Nhà nước về Hòa giải quốc gia          | Amer al-Khizaii                                                         | ???                                             | ???                              | 21-12-2010                                                 |
| Bộ trưởng Bộ Nhà nước về Đối thoại quốc gia         | (tạm quyền) Ali al-Adeeb                                                | Liên hiệp Luật pháp Quốc gia                    | Đảng Hồi giáo Dawa               | 21-12-2010                                                 |
| Bộ trưởng Bộ Nhà nước về về các vấn đề Ngoại giao   | Ali Abdullah al-Sajeri                                                  | Liên minh Quốc gia Iraq                         | Hội đồng Tối cao Hồi giáo Iraq   | 21-12-2010                                                 |
| Bộ trưởng Bộ Nhà nước về về các vấn đề Bộ lạc       | Hussein Ali al-Shaalan                                                  | Iraqiyya                                        | Danh sách Dân tộc Iraq           | 21-12-2010                                                 |
| Bộ trưởng Bộ Nhà nước                               | Salah Mazahem al-Jibouri                                                | Iraqiyya                                        | Mặt trận Đối thoại Dân tộc Iraq  | 21-12-2010                                                 |
| Bộ trưởng Bộ Nhà nước                               | Nurhan                                                                  | ???                                             | ???                              | 21-12-2010                                                 |
| Bộ trưởng Bộ Nhà nước về An ninh quốc gia           | (tạm quyền) Nouri al-Maliki                                             | Liên hiệp Luật pháp Quốc gia                    | Đảng Hồi giáo Dawa               | 21-12-2010                                                 |
| Bộ trưởng Bộ Nhà nước về các Vấn đề Cấp tỉnh        | Turhan Abdullah                                                         | Iraqiyya                                        | Mặt trận Turkmen Iraq            | 21-12-2010                                                 |
| Bộ trưởng Bộ Nhà nước về các Tổ chức Phi Chính phủ  | ???                                                                     | Danh sách Kurdistan                             | ???                              | 21-12-2010                                                 |